# Tipula (Acutipula) linneana
Tipula (Acutipula) linneana is een tweevleugelige uit de familie langpootmuggen (Tipulidae). De soort komt voor in het Oriëntaals gebied.